# Élections constituantes norvégiennes de 1814
Les élections constituantes norvégiennes de 1814 se sont tenus entre le mois de février jusqu'au mois d'août 1814, afin d'élire les cent douze députés de l'Assemblée constituante de Norvège. 

## Déroulement
Les élections ont débuté dans la région de Christiania en février puis ont été organisées dans le reste du pays progressivement lorsque les nouvelles de la convocation d'élections arrivaient. Toutefois, la région du Finnmark, située au nord du pays, ne put organiser les élections qu'à partir de juillet et août, dates auxquels l'Assemblée avait fini ses travaux.

## Membres
Les partis politiques n'étaient pas officiellement établie avant 1884, par conséquent, les 112 membres élus étaient indépendants.

## Réunion
L'Assemblée constituante s'est réunie à Eidsvoll pour élaborer la constitution de la Norvège. Les délégués ont été appelé les « hommes de Eidsvoll » (Eidsvollsmennene). La nouvelle constitution fut adoptée le 16 mai 1814, et signée le jour suivant. Une nouvelle Assemblée constituante fut élue en août 1814.